# (3459) Bodil
(3459) Bodil (1986 GB) – planetoida z grupy pasa głównego asteroid okrążająca Słońce w ciągu 3,37 lat w średniej odległości 2,25 j.a. Odkrył ją Poul Jensen 2 kwietnia 1986 roku.